# Edmund Alexander de Schweinitz

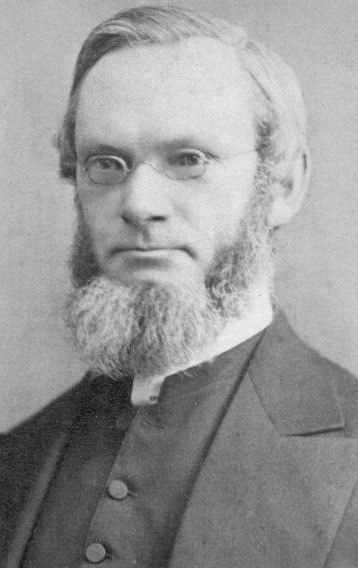
Edmund Alexander de Schweinitz

Edmund Alexander de Schweinitz (* 20. März 1825 in Bethlehem, Pennsylvania, USA; † 18. Dezember 1887 ebenda) war ein US-amerikanischer evangelischer Theologe, Theologieprofessor, Bischof und Präsident der Herrnhuter Brüdergemeine.

## Leben
Edmund Alexander de Schweinitz entstammte einem Zweig des schlesischen Adelsgeschlechts von Schweinitz, der sich der Brüdergemeine angeschlossen hatte und nach Nordamerika ausgewandert war. Er war der dritte Sohn des Mykologen, Botanikers und Geistlichen Lewis David von Schweinitz (1780–1834) und dessen Frau Luise Amalie Le Doux (* 18. Mai 1791; † 28. Oktober 1858). 1831 bis 1834 besuchte er die Schule der Brüdergemeine in seinem Geburtsort Bethlehem, danach vier Schuljahre in Nazareth Hall. 1839 bis 1844 studierte er Evangelische Theologie am Moravian College und später an der Universität Berlin. Dort wurde er Mitglied des Berliner Wingolf.
1845 bis 1846 war er Lehrer an der Knabenschule der Brüdergemeine im niederländischen Zeist, das in der Provinz Utrecht liegt, und 1847 bis 1850 in Nazareth Hall, Pennsylvania. Am 3. März 1850 wurde er durch Bischof W.H. Van Vleck im Nachbardorf Bethlehem zum Diakon ordiniert. Als Pastor arbeitete er zuerst einige Monate in Canal Dover, Ohio, dann drei Jahre in Lebanon, 1853 bis 1861 an der First Church of Philadelphia, 1861 bis 1864 in Lititz und zuletzt von 1864 bis 1880 wieder in seiner Heimatstadt Bethlehem. 1856 wurde er von Bischof Peter Wolle (1792–1871) zum Presbyter eingesegnet.
Daneben war er 1855 bis 1857 Professor am theologischen Seminar in Philadelphia sowie lange Jahre Herausgeber des Moravian, des Wochenblatts der Herrnhuter Brüdergemeine, das er 1855 gegründet hatte. Von 1867 bis 1885 war er Präsident des theologischen Seminars in Bethlehem. Am 28. August 1870 wurde er von den Bischöfen David Bigler (1806–1875), Henry Augustus Schultz (1806–1885), Peter Wolle, J. Jackson und Samuel Reinke (1791–1875) zum Bischof der Brüderkirche geweiht. 1876, 1878, 1881 und 1884 wurde er zum Präsidenten der amerikanischen Provinzsynode gewählt, 1879 wurde er Präsident der Generalsynode der weltweiten Brüdergemeine in Herrnhut.
Unerwartet starb er am 18. Dezember 1887. Er wurde auf dem Friedhof der Herrnhuter Brüdergemeine (englisch: Moravian Cemetery) in Bethlehem begraben, sein Grab befindet sich in der Sektion F und in der Reihe 4.

## Familie
Schweinitz war zweimal verheiratet. Am 10. Oktober 1850 heiratete in Herrnhut seine erste Frau Lydia Johanna Amalie von Tschirsky und Bögendorff (* 10. Oktober 1829; † 12. September 1866). Nach deren Tod heiratete am 1. Oktober 1868 seine zweite Frau Isabell Allison Boggs (* 26. Februar 1838; † 20. März 1919).
Er hatte Kinder aus der ersten Ehe:
- Louise (21. Juli 1851)
- Bernhard Alexander (1855–1913) ⚭ 1878 Ellen Lord (1855–1896)
- George Edmund (1858–1938)
- Benigna (* 4. August 1863) ⚭ 1887 Franklin Brunner († 1922)

und aus der zweiten Ehe:
- Gabel (23. Juli 1869)[4]

## Schriften (Auswahl)
- The Moravian Manual: containing an account of the Protestant Church of the Moravian United Brethren, or Unitas Fratrum by E. De Schweinitz, 1859 und 2018.
- The Moravian Episcopate, 1865 und 2019.
- The Life and Times of David Zeisberger: The Western Pioneer and Apostle of the Indians, Lippincott, Philadelphia 1870; New York 1971 und 2022.
- Some of the Fathers of the Moravian Church, 1881.
- The History of the Church Known as the Unitas Fratrum; or, The Unity of the Brethren, Founded by the Followers of John Hus, 1885 und 2022.[5]
- Address Delivered at the Dedication of the Cenotaph, Erected in Memory of the Former Pupils of Nazareth Hall Who Fell... in the War of the Rebellion, 2016.
- A history of the Unitas Fratrum from its overthrow in Bohemia and Moravia to its renewal at Herrnhut, 1627-1722, 2019.
- The historic character of the American Moravian Church: a discourse preached by appointment before the Moravian Provincial Synod 1867, 2019.
- The financial history of the American province of the Unitas fratrum and of its sustentation fund 1877, 2019.